# David Gramiccioli
David Gramiccioli (Roma, 21 marzo 1969) è un attore, drammaturgo e giornalista italiano.

## Biografia
Gramiccioli dopo aver frequentato il liceo scientifico si è laureato in scienze politiche presso l'Università degli Studi di Trieste. 

Tra il 1993 e il 1994, ha lavorato come reporter di guerra durante i conflitti in ex-Jugoslavia, esperienza che ha contribuito allo sviluppo del suo metodo investigativo. Nel 2000 ha iniziato a condurre il programma radiofonico "Ouverture", dedicato all'approfondimento di tematiche di attualità. Nel 1992, in seguito agli attentati che interessavano l’Italia, si è unito alla rete di collaboratori di Leoluca Orlando, partecipando a diverse inchieste. Nel 2000 ha instaurato una collaborazione con il giudice Ferdinando Imposimato, con il quale ha lavorato sul caso Moro. Ha vinto cinque edizioni del "Microfono d’Oro", riconoscimento della radiofonia romana, per le sue inchieste radiofoniche. Nel 2012, con il patrocinio di Amnesty International, ha ricevuto il "Premio Diritti Umani per il giornalismo".

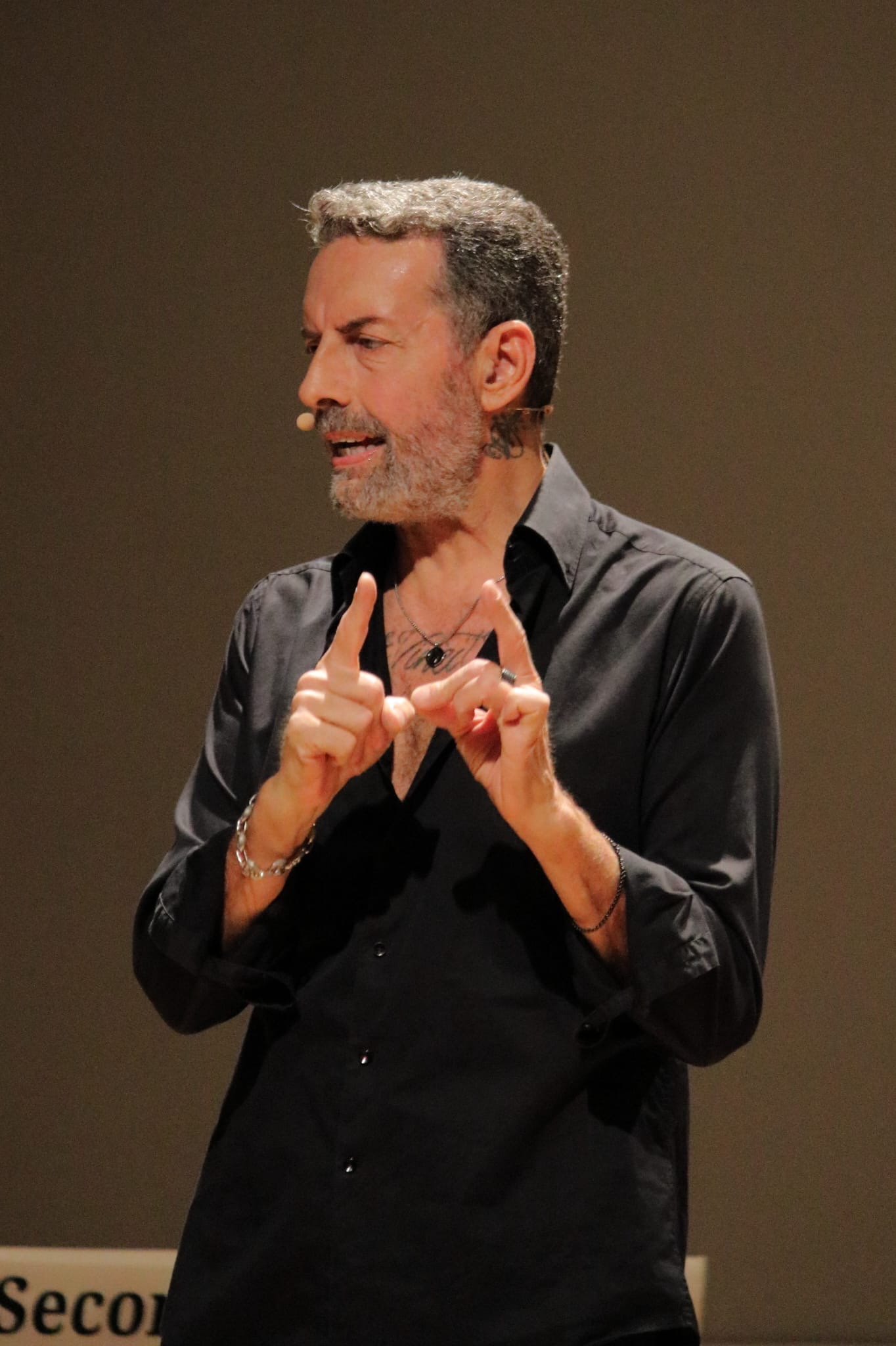
David Gramiccioli durante un suo spettacolo teatrale

Gramiccioli ha sviluppato una produzione teatrale di inchiesta, caratterizzata da opere che propongono una narrazione storica con finalità di analisi critica.
Nel 2018, è stato insignito del "Premio Elsa Morante", conferito da Dacia Maraini per l’omaggio a Rino Gaetano.
È inoltre riconosciuto come l’ispiratore del movimento Umana Gente, oggi organizzato come O.I.S. APS (Organizzazione Italiana per la Salute).

## Teatro (parziale)
- Avrei voluto un amico come lui. Omaggio a Rino Gaetano: spettacolo che esamina il contesto culturale e la scomparsa del cantautore Rino Gaetano.[12][13].
- Ultima Missione: Destinazione Inferno: rappresentazione drammatica che indaga il tema della pedofilia.[14][15]
- Virus!: produzione teatrale che analizza le pandemie degli ultimi 25 anni e le loro conseguenze socio-sanitarie e politiche.[16][17]
- Quello che vogliono le donne[18] e Il Decreto[19], opere che trattano rispettivamente questioni di genere e tematiche socio-sanitarie.

Inoltre, ha rappresentato la tragedia Heysel, spettacolo presentato anche presso la sede del Parlamento Europeo di Bruxelles